# Valsella nigroannulata
Valsella nigroannulata är en svampart som tillhör divisionen sporsäcksvampar, och som beskrevs av Karl Wilhelm Gottlieb Leopold Fuckel. Valsella nigroannulata ingår i släktet Valsella, och familjen Valsaceae. Arten är reproducerande i Sverige.